# Danilo Aceval
Danilo Vicente Aceval Maldonado (Arroyo, 1975. szeptember 15. –) paraguayi labdarúgókapus.
A paraguayi válogatott színeiben részt vett az 1998-as labdarúgó-világbajnokságon.